# Емануела (певица)
Емилия Иванова Цветкова, по-известна като Емануела, е българска попфолк певица.

## Биография

### Ранни години
Емануела е родена на 8 ноември 1981 година в София. Рожденото ѝ име е Емилия, но по-късно го заменя официално с артистичния си псевдоним Емануела.

### Ранна музикална кариера: „Запознай я с мен“, „Буря от емоции“ и „Емануела 2013“
Тъй като когато започва музикалната си кариера личното ѝ име е използвано от вече популярната попфолк певица Емилия, нейните издатели ѝ избират псевдонима Емануела, донякъде във връзка с еротичния филм „Емануела“. Дебютният ѝ албум е издаден през 2008 година от „Ара Мюзик“ и носи заглавието на включената в него песен „Запознай я с мен“.
През януари 2009 година печели наградата „Удар на годината“ на четвъртите годишни награди на списание „Блясък“, като при връчването на наградата изпълнява ремикс на песента си „Празни думи“. През март 2009 година представя песента „Късам ти нервите“. През лятото на 2009 година Емануела записва с Крум дуетната песен „Нищо не знаеш“, която има голям успех. По това време тя взима участие в турне на Слави Трифонов, а премахването на нейни видеоклипове от платформи за видеосподеляне предизвикват коментари за напрежение между нея и музикалния ѝ издател „Ара Мюзик“. В края на годината излиза клипът към песента „Отзад мини“. През 2010 година издава четири песни с видеоклипове към тях: „Всичко се връща“ на 12 април, „Големите рога“ на 14 юни, „Данък любов“ съвместно с поп дуета „Румънеца и Енчев“, представена първо в телевизионното предаване „Шоуто на Слави“ на 1 юли, и „Досещай се сам“ през септември. Видеоклипът към „Досещай се сам“ има кратка (3,5 минути – колкото е и самият сингъл) и удължена версия от 8 минути с развит в нея сюжет – нещо, което се прави за първи път в България. През септември 2010 година излиза „Буря от емоции“ – вторият самостоятелен албум на Емануела. По това време Емануела има връзка със сина на своя музикален продуцент Ненчо Касъмов – Денис, като през есента на 2010 година двамата планират да се оженят, което не се случва.
След излизането на „Буря от емоции“ продължава да издава по една песен през няколко месеца – „Преди употреба“ в края на 2010 година, дуета с турския поп певец Сердар Ортач „Питам те последно“ през април 2011 година, „Крайна мярка“ през май, дуета с попфолк певеца Джордан „От моята уста“ през октомври и баладата „Попитай за мен“ през ноември. През август 2011 година участва в турне на „Фен ТВ“, телевизионния канал на „Ара Мюзик“, със седем концерта във Враца, Русе, Велико Търново, Стара Загора, Пловдив, Хасково и Перник.
През 2012 година издава четири песни – „Пак скандал“ на 20 февруари, танцувалната „Стой далече“ на 7 май, „Ром-пом-пом“ на 1 август и втория си дует с Джордан „Емануела“ на 19 септември.
Новият видеоклип на Емануела към песента „Таралеж“ излиза началото на 2013 г. На 16 май излиза видеото към динамичната песен „Тръпката“. След „Запознай я с мен“ и „Буря от емоции“, Емануела поднася на всички свои фенове нов музикален реверанс – трети самостоятелен албум, носещ нейното име – „Емануела“. Именно в него звездата е изляла душата си, а всяка една от 14-те песни разкрива част от емоционалността на певицата на Ара Мюзик. След промоцията на албума излиза видеоклип към дуетната песен на Емануела и Джина Стоева – „Кой видял – видял“. В края на годината излиза видеото към песента „Нямам забележка“.
Първата песен и клип която представя за 2014 г. е „Не безпокойте“. На 8 май Емануела представи новата си песен „Трий ме“. През есента а годината излиза видеото към „Гъзар бъди“.

### След 2015 година: „Нотариално заверен“ и настояще
2015 г. Новото видео на Крум е към песента „Скорпион“, а в нея участва и Емануела. Месец след промотирането на този проект, става ясно, че певицата се разделя с досегашните си продуценти, с които са работили заедно 9 години. В разгара на лятото излиза новата песен на Кали – „Хайде вдигни ѝ“, в която участие взе Емануела. Първата песен, която представя певицата във фирма „Пайнер“, е озаглавена „Сменяй ме“. В началото на ноември Емануела вече е част от голямото семейство на фирма „Пайнер“. По време на новогодишната програма на ТВ Планета певицата представя официалния вариант на песента „Да те имам“.
Жени се с любимия си Никола в Базата на „Къртицата“. На 11 януари 2015 г. Емануела става майка за втори път. Баща на новородения Димитър е най-големият син на бизнесмена Динко Динев – Димитър. Първия си син държи далеч от публичното пространство, но през май 2018 г. в интернет публикува снимки от неговия абитуриентски бал.
2016 г. Емануела започва годината с проекта „Съкровище“. В песента участие взе Константин, а видеоклипът се появи на 15 януари. През месец февруари певицата реализира турне в Америка. Част от градовете, които Емануела посети, са: Тампа, Кейп Код, Ню Йорк, Чикаго, Атланта. В края на месец март се появява на екран песента „Като теб“. В края на месец май излиза песента „20 лева“. Във видеото участват финалисти от Гласът на България. На 5 август Емануела Константин и представят видеоклип, към първата си песен, озаглавено „Не ме заслужаваш“. На 23 септември певицата влиза в къщата на Vip Brother и напуска къщата на почетното трето място. През есента певицата финализира годината с проекта „Почти перфектен“. Във видеото главната мъжка роля играе коафьорът Ивайло Колев.
Емануела започва 2017 г. с песента „Незабравима“, която е в дует с Мария Цветкова (Ариа). През март 2017 г. Галин записва новата си песен „5, 6, 7, 8“ в дует с Емануела. През май 2017 г. излиза новата песен на певицата „Виновна“. На 14 август излиза новият попфолк проект „Без чувства“. На 26 октомври Емануела записва новата си песен „Още те обичам“ в дует с Константин. В средата на ноември Емилия и Емануела представиха колаборацията си „Все едно ми е“.
На 22 януари 2018 г. излиза – „Нотариално заверен“. На края на април Емануела представя „Гледай ме на снимка“. На 11 юли излиза песента на Емануела и Джордан „Купих ти сърце“. На 17 септември представя баладата „Пожелавам ти“. През октомври излиза четвъртият самостоятелен албум на Емануела и първият ѝ съвместен с Пайнер – „Нотариално заверен“. Певицата влиза в къщата на Big Brother: Most Wanted. Напуска предаването заедно с приятеля ѝ Мартин. Последната песен за 2018 представя на 30 ноември „Направи така“.
През 2019 година Емануела води дело за клевета срещу друг участник в предаването „ВИП Брадър“, който я нарекъл „селянка“ и „развела целия свят“. На 22 февруари 2019 г. Емануела представя песента и клипа към нея „Скъпото се плаща“. На 7 май е премиерата на първия ѝ дует с Илиян „Я се успокой“. На 26 юни излиза песен на Емануела – „Предател“. През есента певицата представя „Аре, дърпай“, а в края на годината – „Вечно свързани“.
През 2020 г. Емануела презентира „Бензин“ с Ариа, „Мамино синче“ с Джия и „Граници“ с Kyriacos Georgiou. Певицата е сред протестиращите в София по повод повторното затваряне на дискотеките и нощните клубове в страната. Певицата коментира: „Като цяло заповедта е изключително глупава, защото не можеш един бранш да ограничаваш, а друг – не. (...) Моловете работят, градският транспорт, зали и в един момент затварят само нас“. Заедно с нейни колеги от бранша допълват, че „музиката не е вирус“. Ден след протеста заведенията отново отварят врати.
През 2021 Емануела реализира „Направо в коша“, „В чуждите легла“, „Дърпай я“ с Теди Александрова и „Подводница“.
За 2022 г. Емануела пуска „Изгубих те“, „Ако тръгна“, „Частно парти“ с Антонио, „Устните ти мръсни“ и „Към вратата“ с Анелия.
През 2023 г. Емануела представя проектите „Първа лига“, „Мъже милиарди“, „Втори дом“ и „Свекървище“.
През 2024 г. участва в новия сезон на танцувалния формат Dancing Stars по bTV. и издава песните „Казах ти“, „Без аналог“, „Окадар“, „Сиромах“ и „Мазаляк“.

## Дискография

### Студийни албуми
- Запознай я с мен (2008)
- Буря от емоции (2010)
- Емануела (2013)
- Нотариално заверен (2018)

### Компилации
- Emanuela Hit Collecton (2025)[95]

## Филмография
- Къде е батко? (2009)

## Награди
| Година | Получател          | Награда            |
| ------ | ------------------ | ------------------ |
| 2008   | Емануела           | Певица на годината |
| 2008   | „Да си плащал“     | Хит на годината    |
| 2009   | „Късам ти нервите“ | Хит на годината    |
| 2009   | „Нищо не знаеш“    | Дует на годината   |

| Година | Получател          | Награда                         | Връчител                      |
| ------ | ------------------ | ------------------------------- | ----------------------------- |
| 2007   | Емануела           | Дебют                           | "Охридски трубадури"          |
| 2007   | „Самодивско цвете“ | Трета награда за песен          | „Пирин фолк“                  |
| 2008   | „Запознай я с мен“ | Дебютен албум на годината       | Годишни награди на „Нов фолк“ |
| 2008   | Емануела           | Най-проспериращ млад изпълнител | Годишни награди на „Нов фолк“ |
| 2009   | Емануела           | Дуетна кавър версия на годината | Годишни награди на „Нов фолк“ |
| 2009   | „Нищо не знаеш“    | Най-добър любовен дует          | Награди на радио „Романтика“  |
| 2009   | „Късам ти нервите“ | Зрителски хит                   | "Folk hit godine"             |
| 2010   | „Буря от емоции“   | Албум на годината               | Годишни награди на „Нов фолк“ |
| 2011   | „Попитай за мен“   | Балада на годината              | Годишни награди на „Нов фолк“ |
| 2018   | Емануела           | Певица на годината              | Годишни награди на FolkPlus   |
| 2018   | „Купих ти сърце“   | Дует на годината                | Годишни награди на FolkPlus   |
| 2018   | Емануела           | Музикален идол (жени)           | The 1 Lifestyle Awards        |
| 2018   | Емануела и Мартин  | Двойка на годината              | The 1 Lifestyle Awards        |
| 2019   | Емануела           | Певица на годината              | Lifestyle Awards 2019         |
| 2019   | Емануела           | TopStar                         | Годишни награди на FolkPlus   |
| 2020   | „Граници“          | Дует на годината                | Годишни награди на FolkPlus   |